# ジェネラルシャドウ
- 仮面ライダーシリーズ
  - 仮面ライダーストロンガー > ジェネラルシャドウ
  - 仮面ライダーシリーズ第1期登場怪人一覧 > ジェネラルシャドウ

ジェネラルシャドウは、特撮テレビドラマシリーズ「仮面ライダーシリーズ」の作品に登場するキャラクター。
『仮面ライダーストロンガー』のオープニングでは、“ゼネラル・シャドウ”とクレジットされているが、公式作品や後年の作品をはじめ、各書籍・媒体においても“ジェネラルシャドウ”とする表記がほとんどである（また、“ジェネラル・シャドウ”のように中黒〈・〉を付けて表記されることもきわめて稀である）。

## 『仮面ライダーストロンガー』に登場するジェネラルシャドウ
『仮面ライダーストロンガー』第13 - 38話に登場。
ブラックサタン大首領が、仮面ライダーストロンガーに倒された一つ目タイタンの後任として雇った大幹部。分身体を持つことから「シャドウ」を名乗り、スペードのキングを自らの象徴としている。
トランプに拘りがあり、トランプ占いをよくしている。茂に「一枚引いてみろ」と自らのトランプを引かせ、茂がジョーカーを引いたことで「ジョーカーは万能のカードだ。今日は勘弁してやる」と人質の子供を解放してやるよう命じるなど、オカルティックな面を持つ。一方で強者との戦いを楽しむ武人であり、卑怯な手段を嫌っているものの「大幹部としての任を果たすためなら卑怯な手段も使う」という、リアリストの面も見られる。
百目タイタンとして復活したタイタンやデッドライオンと衝突しながらブラックサタンで活動していくが、やがて見切りを付けてクーデターを起こし、デルザー軍団を結成する。その後、ストロンガーを倒した者を軍団のリーダーとするというルールを決めるなど、暫定的リーダー的な権限を持っており、そのルールのもとで改造魔人ら軍団員たち同士が妨害して足を引っ張り合うが、実際はこの内部抗争すらも計画の範疇であり、軍団員を巧みに仕向けながら自らがリーダーとなる策謀を巡らせていた。しかし、予想以上のストロンガーの抵抗に遭って内部抗争が激化した結果、チャージアップしたストロンガーによって軍団員は次々に倒されていくこととなる。
終盤にはマシーン大元帥の着任によって軍団内の実権を失ったうえ、彼の作戦を妨害したためにストロンガーとの決闘という形で死刑を言い渡される。トランプ占いで自らの死を予見しながら覚悟を決めると、ストロンガーとの最終決戦では自身のシャドウパワーをシャドウ剣に込め、超電稲妻キックを受けながらストロンガーにも一時戦闘不能になるほどのダメージを与える。最後は「勝った」と呟きながら自身の方が先に力尽き、「デルザー軍団、万歳」の掛け声とともに爆死した。
装備・技
シャドウ剣
フェンシングの剣に似たジェネラルシャドウの愛刀。超高熱を発することができ、全身のエネルギーを爆発させ、一時的にパワーアップするシャドウパワーを集めることでカブテクターを貫くほどに威力がアップする。ただし、奇械人アルマジロンにはまったく効果がなかった。
トランプ
ジェネラルシャドウの主要武器である不思議なトランプ。カード占い以外にもカッター（トランプカッター）や爆弾（トランプショット）として使用されるほか、トランプを撒き散らして姿を消すトランプフェイドや、空中飛行や分身生成（シャドウ分身）、一時的に視力を奪うトランプ目つぶし、トランプ吹雪にも利用されるなど、その用途は多岐に渡る。また、自分自身が巨大なトランプに変化することも可能である。
マント
『仮面ライダーストロンガー』のデルザー軍団所属時に着用。マントで姿を覆い隠して姿を消すマントフェイドに用いる。
- 声 - 柴田秀勝
- スーツアクター - 河原崎洋央[出典 1]

劇中未公表の設定
劇中において出自に関する説明はなかったが、石森プロによる設定では
- ジプシーの血を引く改造魔人。
- ユーラシア大陸の南西部を放浪し、二度の世界大戦で活躍し、敵味方ともに一目置かれていた人物であった。ジェネラル（将軍）という称号も、当時に付けられた。
- その連戦・激戦で身体が耐えられない状態になるたびに何度も改造手術を受け、ついには魔の国に完全に身を堕としてしまった。

とされており、各種図鑑などに記載されている。また、人間であった当時は魔道の知識を持つ魔術師でもあったとされる。
- 第2次世界大戦の最中に全身に大火傷を負った結果、ナチスの生体研究所でサイボーグ手術を受けている。Uボートの船長であったという資料も存在する。

制作関連
白を基調としたデザインは黒を基調としたタイタンと対になるものであり、黒をイメージカラーとするブラックサタンの中で異質な存在であることを表現している。
スーツはゴム製のマスクの上に透明フードを被っているため、スーツアクターは呼吸しづらかったという。
『ストロンガー』当時、エキスプロダクションで造形を担当した小松義人は、美術の高橋章から「他に誰もできないから」とマスクの制作を命じられ、一人で苦心した旨を語っている。
デルザー軍団の登場に伴うパワーアップも検討されていた。番組が1年間の放送を予定していた段階では、シャドウは軍団内の内紛で殺害されて後任と交代する予定であったが、放送期間が短縮されたことにより、終盤まで登場することとなった。『ストロンガー』のロケ撮影はシャドウとの決戦シーンが最後となっており、スタッフからの愛着が強かったとされる。

### 平成仮面ライダーシリーズに登場するジェネラルシャドウ
皮膚が剥がれて口が裂けた状態の新デザインとなっているほか、トレードマークであるトランプがスペードのKからAに変更されている。
映画『オーズ・電王・オールライダー レッツゴー仮面ライダー』
ショッカーと結託した組織・種族より集まった国連会議に参加する11人の大使の1人として、デルザー軍団の代表かつショッカーの大幹部として登場。ショッカー警察を指揮してゲリラ狩りも行っていた。歴史が変わった世界で、仮面ライダーオーズを相手に戦う。また、歴史の修正が失敗した後には、その計画を知っていたかのような口ぶりをみせる。最後はオールライダーたちに押されて逃亡を謀るが、遅れてやってきたキカイダー、キカイダー01、イナズマン、ズバットの必殺技を受け、原典同様の断末魔を上げて爆死する。声は柴田秀勝。
続編小説『S.I.C. HERO SAGA KAMEN RIDER OOO EDITION -OOZ-』では、彼をモチーフとしたデルザーグリードというキャラクターが登場している。
『仮面ライダー×スーパー戦隊 スーパーヒーロー大戦』
大ショッカーの大幹部として登場。同じ大幹部の剣士であるシャドームーンとは、ダブルシャドウというタッグを結成している。仮面ライダー&スーパー戦隊と大ショッカー・大ザンギャック連合（ショッカー・ザンギャック連合）との最終決戦では巨大なトランプに変身し、ゴーカイレッドを除いた海賊戦隊ゴーカイジャーを苦戦させるが、ゴーカイレッドのゴーカイガンの連射を喰らったあと、仮面ライダーディケイドのライドブッカー・ソードモードに斬られ、爆死した。声は柴田秀勝。
ネットムービー『ネット版 仮面ライダー×スーパー戦隊×宇宙刑事 スーパーヒーロー大戦乙!〜Heroo!知恵袋〜あなたのお悩み解決します!』
声は酒井敬幸。
『平成ライダー対昭和ライダー 仮面ライダー大戦 feat.スーパー戦隊』
バダンの大幹部の一人として登場。声は石川英郎。
『スーパーヒーロー大戦GP 仮面ライダー3号』
ショッカーの怪人として登場。最終決戦で主に1号と交戦するが、最期は宿敵たるストロンガーの電キックを喰らって爆死した。

## 漫画作品に登場するジェネラルシャドウ
『仮面ライダーSPIRITS』・『新 仮面ライダーSPIRITS』
生前と変わらぬ記憶と自我を持って復活し、他のデルザー軍団の面々と共に「大首領直属の改造魔人部隊」という別格の存在として立ち回るが、そのなかでもシャドウは『数々の策謀を巡らせ、“裏切り”すら行うことを大首領JUDO直々に容認され宿命づけられた特別な存在』であることが明かされ、常に戦局の要に存在し続けている。
BADANによる日本制圧後、東海地方で再生ブラックサタンの奇械人と交戦していたストロンガーの前に現れ、かつての仲間である電波人間タックルを差し向けて瀕死の重傷を負わせたが、SPIRITS第7分隊の掃討中にストロンガーが戦線に復帰したことを占いで覚ると「それでこそ我が宿敵」と喜び、早々に撤収する。ホムンクルスとして現世に戻った大首領JUDOからさらなる波乱を起こすことを期待されてデルザー軍団の指揮権を正式に授与され、「阿修羅谷に潜伏する暗闇大使の奪取（竜の発動）」という直命を遂行し、JUDOが完全なる現世帰還を果たすもライダーたちに敗れた際は奇岩山内に匿い一時撤退する。最終決戦において、「戦うことが生命の本質であり、それを絶やしたくない」と戦乱の継続を望む自らの思惑で動きJUDOの動向を窺っていたが、デッドライオンの急襲を受けて頭部のカプセルを破壊される。頭部が崩れ始め、それでもZXによって再度幽閉されようとするJUDOの救援に現れるが、差し伸べた手を取ろうとしたJUDOに失望して自ら手を引き、「‥‥そこで‥手を伸ばす様ではもはやあなたでは‥‥ない」との言葉を残して何処かへと消え去った。
『仮面ライダー11戦記』
ガイストによって再生された幹部の1人として登場。仮面ライダーの如き姿に変身し、仮面ライダー1号に一騎討ちを挑む。力を失いながらも勢いを逆用した1号に敗れると自爆し、プレゼントとしてその爆風でエネルギーを充填させる。

## 『仮面ライダーSD』
八鬼衆の一人として登場。奇術用具一式が集合したスーパーメカスーパートランプを愛機とする。
『仮面ライダーSD 疾風伝説』
仮面ライダースーパー1の両親を殺し、スーパー1を忠実な部下として育てあげるなど、キーキャラクターとして登場。スーパー1の両親を殺したことを知るジャーク将軍を殺すなど、卑劣な面を見せるが、その事実を知ったスーパー1に倒される。
『仮面ライダーSD マイティライダーズ』
デルザー軍団の指揮官として登場。マジックを誇示するが、インチキばかり。おまけにウケないとひどく落ち込んでしまう。ゲーム感覚で戦いを楽しんでいる。魔神大首領の欲するパワーストーンの入手に手柄を立てるが、最後は用済みと見た魔神大首領により、地獄大使とアポロガイストと共に始末される。
『仮面ライダーSD グランショッカーの野望』
四国の住民をオーストラリア人になりきらせる作戦を行う。

## ゲーム作品
『ヒーロー戦記 プロジェクト オリュンポス』
デルザー軍団の支配者として登場。デストロンのドクトルGと同盟を組む。
『オール仮面ライダー ライダージェネレーション』
エリア1のボスとして都市の地下水路で戦闘する。宿敵ストロンガーの他、トランプに関連するキーワードを持つファイズやブレイド、Wらとの勝敗にも拘る。

## その他の作品に登場するジェネラルシャドウ
舞台『仮面ライダーディケイド ファイナルステージ』
直接登場はしないが、過去に海東大樹（仮面ライダーディエンド）にお宝を狙われるも、ナマコを盗ませ、海東をナマコ嫌いにしたキャラクターであることが語られている。
小説『S.I.C. HERO SAGA MASKED RIDER DECADE EDITION -ストロンガーの世界-』
門矢士一行が訪れた平行世界に存在するデルザー軍団の統率者として登場。
この世界の住人ではないとはいえ、宿敵ストロンガーである茂に襲いかかったが、止めを刺そうとした直後、岩石大首領の体内にいた「ストロンガーの世界」の茂が、自身に影響を及ぼす危険を感じ、握り潰されてしまう。
テレビシリーズや士らの前に現れた茂が知る姿と異なり、顔を仮面で隠しておらず、皮膚が剥がれ、裂けた口が露わになっている。

## 関連キャラクター
ジェリーフィッシュアンデッド
『仮面ライダー剣』に登場するキャラクター。
頭部のキャノピーの部分など、ジェネラルシャドウをイメージしたデザインとなっている。